# Белк (Вармінсько-Мазурське воєводство)
Белк (пол. Bełk, нім. Bölk) — село в Польщі, у гміні Лідзбарк Дзялдовського повіту Вармінсько-Мазурського воєводства.
Населення — 155 осіб (2011).
У 1975-1998 роках село належало до Цехановського воєводства.

## Демографія
Демографічна структура станом на 31 березня 2011 року:
|          | Загалом | Допрацездатний вік | Працездатний вік | Постпрацездатний вік |
| -------- | ------- | ------------------ | ---------------- | -------------------- |
| Чоловіки | 76      | 23                 | 46               | 7                    |
| Жінки    | 79      | 20                 | 45               | 14                   |
| Разом    | 155     | 43                 | 91               | 21                   |